# Kruisweg (Deurne)
De Kruisweg in de Sint-Willibrorduskerk in de Nederlandse plaats Deurne is een serie schilderijen met als onderwerp de kruisweg van Jezus, uitgevoerd in 1886 door de Roermondse schilder Peter Heinrich Windhausen.

## Voorstelling

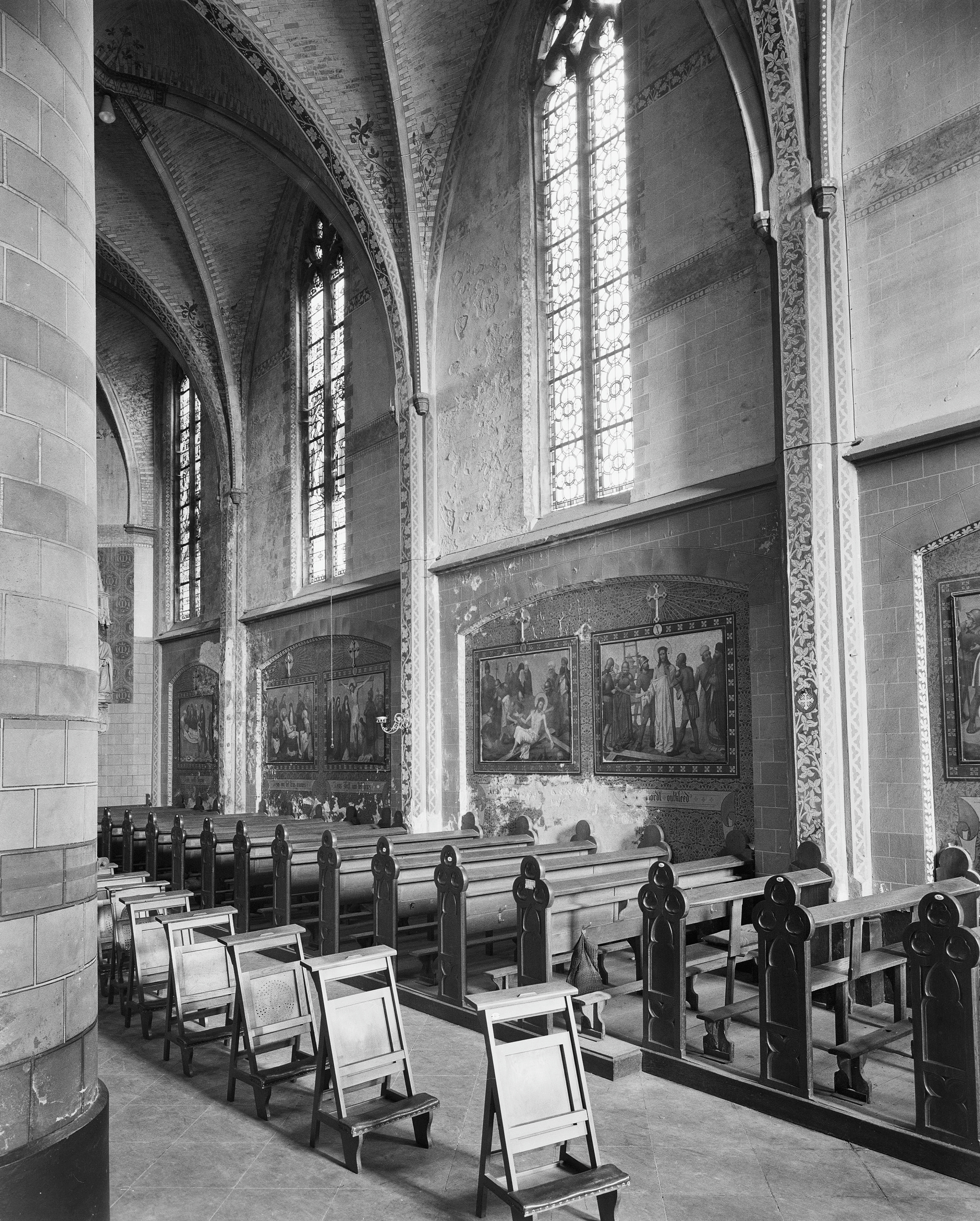
Willibrorduskerk in 1957, met de oorspronkelijke muurschilderingen

Het geheel stelt de kruisweg van Christus voor vanaf zijn veroordeling door Pontius Pilatus (statie 1) tot en met zijn graflegging (statie 14). Vanaf het midden van de 19e eeuw is de kruisweg een vast onderdeel van het katholieke kerkgebouw. Windhausen hield zich aan de toenmalige traditie. De kruisweg loopt op de noordwand van oost naar west en op de zuidwand van west naar oost. De kruiswegstaties in Deurne zijn geschilderd op koperen platen van ongeveer een centimeter dik. Voor de afzonderlijke taferelen hebben verschillende Deurnenaren model gestaan. Een kruisweg was relatief kostbaar en het kwam regelmatig voor dat parochianen één of meerdere staties betaalden. Soms werden deze geldschieters naar middeleeuws gebruik afgebeeld op een statie.

## Geschiedenis
De staties zijn (behalve de eerste en de laatste statie) twee aan twee geplaatst onder de vensters in de traveeën van het schip. Speciaal voor de kruisweg spaarde Pierre Cuypers, die de Willibrorduskerk van 1881 tot 1884 restaureerde, brede decoratieve segmentbogen uit. Deze bogen waren oorspronkelijk versierd met muurschilderingen, bestaande uit platenmotieven, imitatie-steenblokken en spreukbanden. Tijdens de restauratie van de Willibrorduskerk van 1961 tot 1964 werd de kruisweg verwijderd en werden bijna alle muurschilderingen gewit. Na ongeveer tien jaar elders te zijn opgeslagen, werden de schilderijen door een anonieme weldoener van houten lijsten voorzien en teruggeplaatst in de kerk.

## Toeschrijving en datering
De kruisweg is op de laatste statie gesigneerd ‘HWindhausen 1886’. Inbreng van zijn atelier, dat wil zeggen zijn zonen, Heinrich, Albin en Paul Windhausen, is niet uit te sluiten.